# Мигуевская
Мигуевская — вымирающая деревня в Вожегодском районе Вологодской области.
Входит в состав Бекетовского сельского поселения, с точки зрения административно-территориального деления — в Бекетовский сельсовет.
Расстояние по автодороге до районного центра Вожеги — 68 км, до центра муниципального образования Бекетовской — 16 км. Ближайшие населённые пункты — Семёновская, Баркановская, Вершина.
По переписи 2002 года население — 6 человек.